# Margaret G. Kivelson
Margaret Galland Kivelson (New York City, 21 ottobre 1928) è un'astronoma statunitense, astrofisica e professoressa all'Università della California, Los Angeles. Dal 2010, in concomitanza con la sua nomina alla UCLA, Kivelson è stata anche ricercatrice e studiosa presso l'Università del Michigan.  È una specialista delle magnetosfere della Terra, di Giove e Saturno e in generale dell'interazione del plasma con pianeti e lune..
Recenti ricerche si sono concentrate anche sulle lune galileiane di Giove. È stata la ricercatrice principale del magnetometro del Galileo Orbiter che ha acquisito dati nella magnetosfera di Giove per otto anni e co-investigatrice del FGM (magnetometro) della missione NASA-ESA Cluster in orbita terrestre. È coinvolta come co-investigatrice nella missione Themis della NASA, leader del team magnetometro per la missione Europa Clipper della NASA, come membro del team magnetometro Cassini e come partecipante al team magnetometro per la missione europea JUICE su Giove. Kivelson ha pubblicato oltre 350 articoli di ricerca e un libro di testo ampiamente utilizzato sulla fisica spaziale.

## Biografia
Kivelson è nata a New York City il 21 ottobre 1928. Suo padre era un medico e sua madre aveva una laurea in fisica. [2] Già al liceo Kivelson voleva intraprendere una carriera nel campo della scienza, ma non era del tutto sicura. Suo zio le consigliò di diventare dietista sapendo che intraprendere una carriera in scienze fisiche come donna sarebbe stato difficile, ma lei ignorò questo consiglio e iniziò a studiare fisica. Kivelson fu accettata nel 1946 al Radcliffe College di Cambridge (Massachusetts) (che ora fa parte dell'Università di Harvard), ottenne la laurea AB nel 1950, completò il master nel 1952 e conseguì il dottorato di ricerca in fisica nel 1957. A quel tempo, meno del due per cento di tutti gli studenti di dottorato in fisica erano donne. 

## Carriera
Dal 1955 al 1971 Kivelson lavorò come consulente di fisica presso la RAND Corporation con sede a Santa Monica, California. Qui ha studiato le interazioni dei plasmi e dei gas di elettroni utilizzando tecniche matematiche simili a quelle dell'elettrodinamica quantistica. Lavorando con Don DuBois, derivarono una correzione alla relazione di Landau per le eccitazioni di smorzamento del plasma non magnetizzato. Per il periodo 1965-1966, Kivelson prese un congedo dalla RAND per unirsi al congedo sabbatico del marito a Boston. Attraverso una borsa di studio del Radcliffe Institute for Advanced Study, Kivelson è stata in grado di condurre ricerche scientifiche in un contesto universitario ad Harvard e al MIT.
Motivata dalle sue esperienze accademiche attraverso il Radcliffe Institute, Kivelson si unì all'UCLA nel 1967 come assistente ricercatore geofisico. Kivelson scalò rapidamente i ranghi all'interno della comunità di geofisica e fisica spaziale diventando professore ordinario presso il dipartimento di scienze della terra e dello spazio dell'UCLA nel 1980. Ha presieduto il dipartimento di scienze della terra e dello spazio dal 1984 al 1987 e dal 1999 al 2000. Nel 1983 Kivelson ha fatto parte del consiglio dei supervisori dell'Harvard College e del consiglio consultivo della NASA dal 1987 al 1993, del Comitato per la ricerca solare-terrestre del Consiglio nazionale delle ricerche dal 1989 al 1992 e ha co-presieduto il Senato della facoltà accademica dell'UCLA e il Comitato per le questioni relative all'uguaglianza di genere dal 1998 al 2000.  Nel 2009 è diventata un illustre professore di fisica spaziale, emerita e nel 2010 ha anche preso posizione come professore di ricerca presso l'Università del Michigan.

### Unica donna nei corsi
Alcuni dei suoi ricordi sull'avvio di una carriera come scienziata sono stati documentati in un'intervista dell'American Astronomical Society e in un articolo sull'Annual Review of Earth and Planetary Sciences. Quando Kivelson iniziò a conseguire la laurea in fisica, la sua famiglia scherzò sul fatto che in realtà stava conseguendo una laurea da "signora". Prima della seconda guerra mondiale, i corsi a Radcliffe erano separati per genere dai corsi ad Harvard. Tuttavia, quando Kivelson frequentò Radcliffe/Harvard nella prima classe dopo la guerra, le classi non tornarono ad essere segregate. Kivelson era spesso l'unica donna nei suoi corsi.
Nel corso della carriera di Julian Schwinger ha avuto più di 70 studenti laureati e di questi Kivelson era la sua unica studentessa. Nel 1954 diede alla luce il suo primo figlio, Steven Kivelson, ora professore di fisica a Stanford, e in seguito dovette spesso affrontare critiche per aver continuato a lavorare nonostante fosse madre. Nel 1955 suo marito ricevette un appuntamento alla UCLA e lei lo seguì a Los Angeles. Ha iniziato a lavorare part-time presso la RAND Corporation mentre completava la sua tesi. Pochi mesi dopo aver conseguito il dottorato nel 1957, diede alla luce la sua seconda figlia, Valerie Kivelson, ora professoressa di storia all'Università del Michigan.
Nel 1973, Kivelson vinse una borsa di studio Guggenheim per lavorare all'Imperial College di Londra. Secondo lei, "quella borsa di studio mi ha dato per la prima volta la sensazione di essere presa sul serio come scienziata. Più che denaro, mi ha dato uno status e ha aumentato considerevolmente la mia autostima".

## Contributi scientifici
Kivelson ha avuto una carriera di grande successo come scienziata con molte pubblicazioni e lavori originali. Alcuni dei suoi risultati sono la scoperta di un campo magnetico interno a Ganimede, la fornitura di prove convincenti dell'esistenza di un oceano sotterraneo su Europa, il chiarimento di alcuni processi che spiegano il comportamento delle onde a frequenza ultrabassa nella superficie terrestre,la scoperta delle oscillazioni della modalità cavità nella magnetosfera.  Ha poi sviluppato nuovi modi di descrivere le interazioni onda-particella nelle onde magnetoidrodinamiche,  e ha fornito informazioni sul meccanismo di diffusione dell'interscambio nei plasmi rotanti. Questa ricerca ha portato Kivelson ad essere autrice o coautrice di oltre 350 pubblicazioni che hanno accumulato più di 12.000 citazioni.

## Premi e riconoscimenti
- 1983 - Radcliffe Graduate Society Medal[14]
- 1986 - Harvard University's 350th Anniversary Alumni Medal[3]
- 1995-1996 - NASA Group Achievement Award[14]
- 1998 - Membro della American Academy of Arts and Sciences[2]
- 1999 - Membro della National Academy of Sciences[2]
- 2005 -  Alfven Medal dell'European Geosciences Union[14]
- 2005 - Fleming Medal dell'American Geophysical Union[15]
- 2017 - Premio Gerard P. Kuiper[16]
- 2019 - Cassini Medal dell'European Geosciences Union[17]
- 2019 - Medaglia d'oro della Royal Astronomical Society[18]
- 2021 - Premio James Clerk Maxwell per il plasma fisico[19][20]